# Пигмей (роман)
«Пигмей» (англ. Pygmy) — роман американского писателя Чака Паланика. Впервые напечатан 5 мая 2009 года

## Сюжет
Сюжет романа вращается вокруг 13-летнего боевика из страны с победившим тоталитаризмом, приехавшего в неназванный штат под видом ученика по обмену. Юный боевик и его сообщники готовят теракт под названием «Операция Хаос». Данная операция состоит из несколько этапов и направлена на уничтожение миллиона американских граждан. Прозвище «Пигмей» герой получил за миниатюрные размеры (настоящее его имя неизвестно, в книге он называет себя «Агентом номер 67»). В США главный герой живет жизнью простой американской семьи: ходит в школу, в церковь, чтобы влиться в доверие. При посещении магазина Wal-Mart с семьей, Пигмей в туалете жестоко насилует Тревора Стоунфилда, школьного задиру, который обижал его «сводного брата». Тревор Стоунфилд признаётся в своих гомосексуальных наклонностях Пигмею и впоследствии устраивает бойню на школьном мероприятии, известном как «модель ООН». Устранив и обезвредив Тревора, Пигмей становится всеобщим героем и обретает популярность в обществе. В процессе продвижения к успешному выполнению «Операции Хаос», он влюбляется в свою «сводную сестру».